# Kleintandzandtijgerhaai
De kleintandzandtijgerhaai (Odontaspis ferox) is een vis uit de familie van de tijgerhaaien (Odontaspididae) en behoort derhalve tot de orde van makreelhaaien (Lamniformes). De vis kan een lengte bereiken van 367 centimeter.

## Leefomgeving
De kleintandzandtijgerhaai is een zoutwatervis. De vis prefereert diep water en komt voor in de Grote, Atlantische en Indische Oceaan. Bovendien komt de kleintandzandtijgerhaai voor in de Middellandse Zee. De soort leeft op dieptes tussen 10 en 530 meter.
De enige waarnemingen in het oosten van de Grote Oceaan zijn gedaan rond het Colombiaanse eiland en Werelderfgoed Malpelo.

## Relatie tot de mens
De kleintandzandtijgerhaai is voor de visserij van aanzienlijk commercieel belang. In de hengelsport wordt er weinig op de vis gejaagd.